# Krak
Pour les articles ayant des titres homophones, voir Krach et Crack.
Le krak est une construction fortifiée édifiée par les croisés en Palestine et en Syrie. Le mot est issu de l'arabe karak - كرك - signifiant « place forte ou forteresse », lui-même de l’araméen karkā ou syriaque karko « place forte, ville ». Il a été rapporté en France (crac attesté vers 1195) pour désigner des forteresses orientales à la suite des Croisades.
Parmi les plus connus :
- le krak des Chevaliers, en Syrie actuelle ;
- le krak des Moabites, dans la ville de Al-Karak, en Jordanie ;
- le krak de Montréal, ou de Shobak, en Jordanie.